# Albin Vega
Vega är en segelbåt som är seriebyggd i plast av Albin Marin. Typen konstruerades 1964 och producerades mellan 1966 och 1980. Den tillverkades av Albin Marin AB i Kristinehamn. Albin Vega är den tredje mest producerade båtmodellen i Sverige (efter Maxi 77 och IF) och byggdes i nästan 3500 exemplar under 1960-, 70- och 80-talet.

## Historia
Vegan ritades av Per Brohäll och var ämnad att vara en stabil havskryssare till ett förmånligt pris för att på så sätt göra seglingssporten folkligare. Vegan blev omåttligt populär, men fick alltid utstå mycket kritik från konkurrenter. Inte minst för att den var en av de första serieproducerade plastbåtarna i världen och därmed symboliserade ett skifte inom båtbyggartekniken i Sverige.
Vegan har klarat många strapatser och innehar bland annat rekord i att vara den segelbåt som seglat längst norrut (Norska Berserk med skipper Jarle Andhøy). Den svenska vegan Sally Blue seglade under 2005-2007 runt jorden under skepparen Danjel Henriksson. Vegan Warskavi togs sig mellan åren 2012-2013 till Australien från den lilla småländska byn Gamleby under skepparen Simon Uldén. Vegan St. Brendan seglades 2011- 2012 av Matt Rutherford genom Nordvästpassagen runt Nord- och Sydamerika i ett svep utan att gå i land.

## Egenskaper
Vegan är 8,25 meter lång, väger drygt två ton och har knappt tio meters masthöjd. Skrovet är jämfört med nya båtar i samma storlek tjockt, och Vegan anses trots sin höga överbyggnad och sina låga fribord som en mycket pålitlig båt.  
För att spara plats i ruffen sitter motorn och propelleraxeln inte i båtens centrumlinje, propelleraxeln mynnar ut bakom rodret, vilket är klart ofördelaktigt då propellerströmmen aldrig träffar roderbladet. Vegan blir därför knepig att manövrera i låga farter vid gång för motor.
Man kan ibland se modifierade vegor, där ägaren monterat ett nytt utanpåliggande roder på akterspegeln.
Vegan är tekniskt sett långkölad (även om kölen inte följer hela skrovlängden). 
Den har med sin masthead en tidstypisk rigg, Vegan seglas fördelaktigt med förseglet. 
Vegan har stora utrymmen som kommer väl till pass vid långfärd. Med ett lågt pris ger den mycket semesterbåt för pengarna. Båttypen har en livlig klassförening och finns representerad i större antal i Sverige, Norge, Danmark, Tyskland och Holland. Vartannat år hålls en stor regatta i något av länderna som är med i Voda (Vega one design association)